# Johann Georg von Arnim (Kammerherr)
Johann Georg (Hans George) von Arnim (* 3. Juni 1656; † 18. November 1721) war ein deutscher Unternehmer, königlich-polnischer und kurfürstlich-sächsischer Kammerherr und Rittergutsbesitzer und war der Stammvater der Linie Planitz seiner Adelsfamilie.

## Leben
Johann Georg von Arnim entstammte dem Hauptstamm Zichow des weitverbreiteten Uckermärker Adelsgeschlechts der von Arnim. Er wurde als Sohn des kursächsischen Kammerherrn, Geheim- und Kriegsrats sowie Generalleutnants Wolff Christoph von Arnim und der Katharina Dorothea von Hoym geboren.  
Gemeinsam mit seinen beiden Brüdern Johann Christian und Wolf Christoph von Arnim tauschte er auf Bitten von Kurfürst Johann Georg III. von Sachsen am 11. März 1689 das väterliche Rittergut Pretzsch (Elbe) gegen das Rittergut Planitz und weitere zwei Kammergüter ein. Bereits damals wurde festgelegt, dass Johann Georg von Arnim Planitz erhalten sollte. Er nahm in Planitz den Neubau von Schloss und Gutsgebäuden, die man nun in einem Viereck zusammenfasste, in den Jahren von 1691 bis 1712 vor. Er selbst lebte aber später der Bequemlichkeit halber meist auf Schloss Gröba, da dieses näher an der kursächsischen Residenzstadt Dresden lag, wo er zum Kammerherrn ernannt worden war, als Planitz. Er hatte sich zeitweilig in Planitz und den umliegenden Orten Cainsdorf und Wilkau unbeliebt gemacht durch den Zwang von Kindern zur Arbeit und übermäßige Frondienstforderungen. Überregional bekannt wurde Johann Georg von Arnim vor allem durch die Aufnahme des Steinkohlebergbaus im Zwickauer Revier, der für die nächsten zwei Jahrhunderte zu einem der Hauptarbeitgeber in der Region des Erzgebirgsvorlandes werden sollte.